# Bruce Musakanya
Bruce Musakanya (Lusaka, 23 de fevereiro de 1994) é um futebolista profissional zambiano que atua como defensor.

## Carreira
Bruce Musakanya representou o elenco da Seleção Zambiana de Futebol no Campeonato Africano das Nações de 2015.